# ناو کلاس بنبرایج
کروزر کلاس بنبرایج (به انگلیسی: Bainbridge-class cruiser) یک کلاس از کشتی است. این کلاس از کشتی در سال ۱۹۶۱ ساخته شد.